# Melissoptila tandilensis
Melissoptila tandilensis är en biart som beskrevs av Holmberg 1884. Melissoptila tandilensis ingår i släktet Melissoptila och familjen långtungebin. Inga underarter finns listade i Catalogue of Life.